# Esclaus fugitius als Estats Units

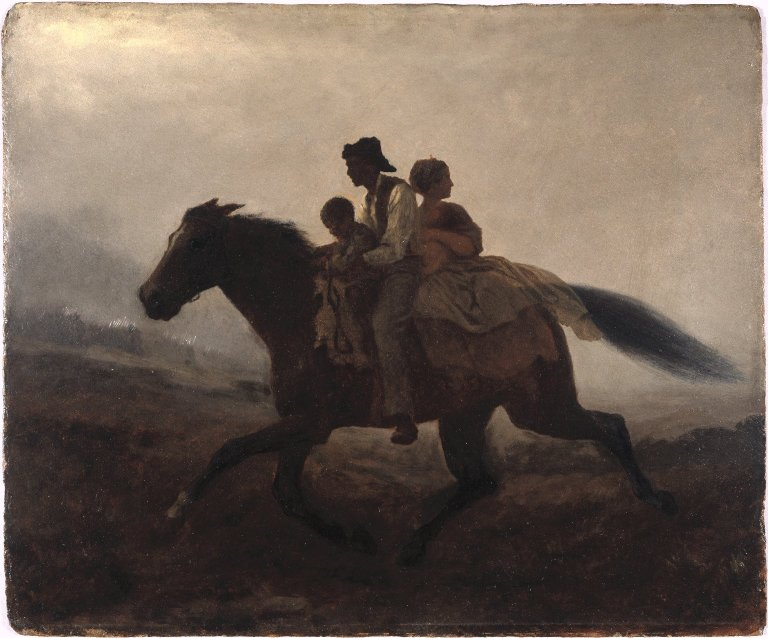
Eastman Johnson A Ride for Liberty - The Fugitive Slaves, 1863, Museu de Brooklyn

El fenomen dels esclaus que fugien i buscaven guanyar la llibertat és tan vell com la mateixa institució de l'esclavitud. En la història de l'esclavitud als Estats Units, els esclaus fugitius (fugitive slaves o runaway slaves) eren els esclaus que volien abandonar el seu propietari i viatjaven sense autorització; generalment intentaven arribar a altres estats o territoris on l'esclavitud estava prohibida com el Canadà. Moltes lleis esclavistes intentaven controlar el moviment dels esclaus, que havien de portar passaports oficials si viatjaven sense el seu propietari.
Amb la llei Llei dels esclaus fugitius de 1850 es van augmentar les penes contra els esclaus fugitius i la gent que els ajudava. Això va provocar que els esclaus fugitius intentessin abandonar els Estats Units en direcció a Mèxic o a Canadà. Els defensors de l'esclavitud afirmaven que la majoria dels esclaus preferien continuar amb aquest estatus; tot i això, es considera que un milió i mig de persones van escapar-se per obtenir la llibertat, cosa que representa un de cada cinc dels esclaus estatunidencs. Es creu que aquest nombre no fou superior perquè molts esclaus no sabien cap a on anar o què havien de fer per sobreviure.

## Història
La Constitució dels Estats Units incloïa la protecció de l'esclavitud i la Llei dels esclaus fugitius de 1793 que ajudava als ciutadans blancs perquè se'ls retornés els seus esclaus fugitius. En la pràctica, els ciutadans i els governs dels estats lliures van ajudar els esclaus fugitius a escapar-se. Durant els primers anys de la història dels Estats Units, els esclaus fugitius foren perseguits per la llei i mitjançant pòsters, cartells, fulletons, etc.
La Llei dels esclaus fugitius de 1850 va intentar recuperar els esclaus fugitius i els va deixar de protegir en el sistema judicial. Caçadors de recompenses i civils podien capturar esclaus fugits al nord o en qualsevol altre lloc utilitzant només una declaració jurada i després els podien retornar al seu propietari.

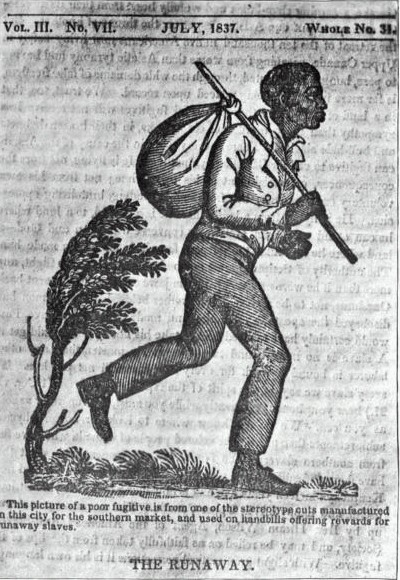
pòster d'un esclau fugitiu

La majoria d'esclaus fugitius que foren recuperats van rebre grans càstigs com amputacions de llavis i assots, entre d'altres.
Els individus que ajudaven els esclaus fugitius també eren perseguits per la llei. En el cas d'Ableman versus Booth, Booth fou castigat per ajudar a escapar Glover a Wisconsin perquè no el capturessin els policies federals. La Cort Suprema de Wisconsin va considerar que la Fugitive Slave Act de 1850 era inconstitucional perquè demanava als estats d'anar contra les seves pròpies lleis per protegir l'esclavitud. Ableman contra Booth fou apel·lat a la Cort Suprema dels Estats Units, que va sostenir que la llei era constitucional.
 Arxivat 2008-11-20 a Wayback Machine.
Molts estats van intentar anul·lar la nova llei pro esclavista o prevenir la captura dels esclaus fugitius redactant noves lleis que els protegien. La Massachusetts Liberty Act Arxivat 2009-10-10 a Wayback Machine. n'és una de les més destacades que ho fan. Aquesta llei es va aprovar per evitar que els esclaus fugitius fossin retornats als seus amos si eren segrestats pels policies federals o els caçadors de recompenses.
Negres lliures i blancs van desenvolupar el Ferrocarril Subterrani per ajudar els esclaus fugitius a aconseguir la llibertat en els estats del nord. Hi havia "estacions" en cases privades, esglésies, coves, estables i altres llocs ocults per a amagar els esclaus fugitius quan s'escapaven. La gent que mantenia les estacions donava menjar, roba i refugi als fugitius i algunes vegades els guiaven a través del camí. Aquesta és una de les maneres més conegudes amb què els abolicionistes ajudaven els esclaus a marxar del sud dels Estats Units. D'aquesta manera, els esclaus anaven de casa en casa de gent blanca i negres lliures, a on rebien refugi, menjar i roba.
Els propietaris dels esclaus feien tots els possibles per recuperar-los. Enganxaven pasquins, enviaven caçadors de recompenses i la nova Llei dels esclaus fugitius permetia que hi hagués policies federals que anessin al nord per capturar-los. Aquesta nova llei també va provocar un augment dels caçadors de recompenses, ja que si capturaven un negre que anava sense els papers de llibertat, el podien portar cap al sud per vendre'l. El 1851 hi va haver el cas d'un cambrer negre que va ser capturat per policies federals perquè un home, John Debre, afirmava que era un esclau seu fugitiu. Tot i que el cambrer era fugitiu, el seu cas fou presentat davant la Cort Suprema de Massachusetts.

## El Ferrocarril Subterrani

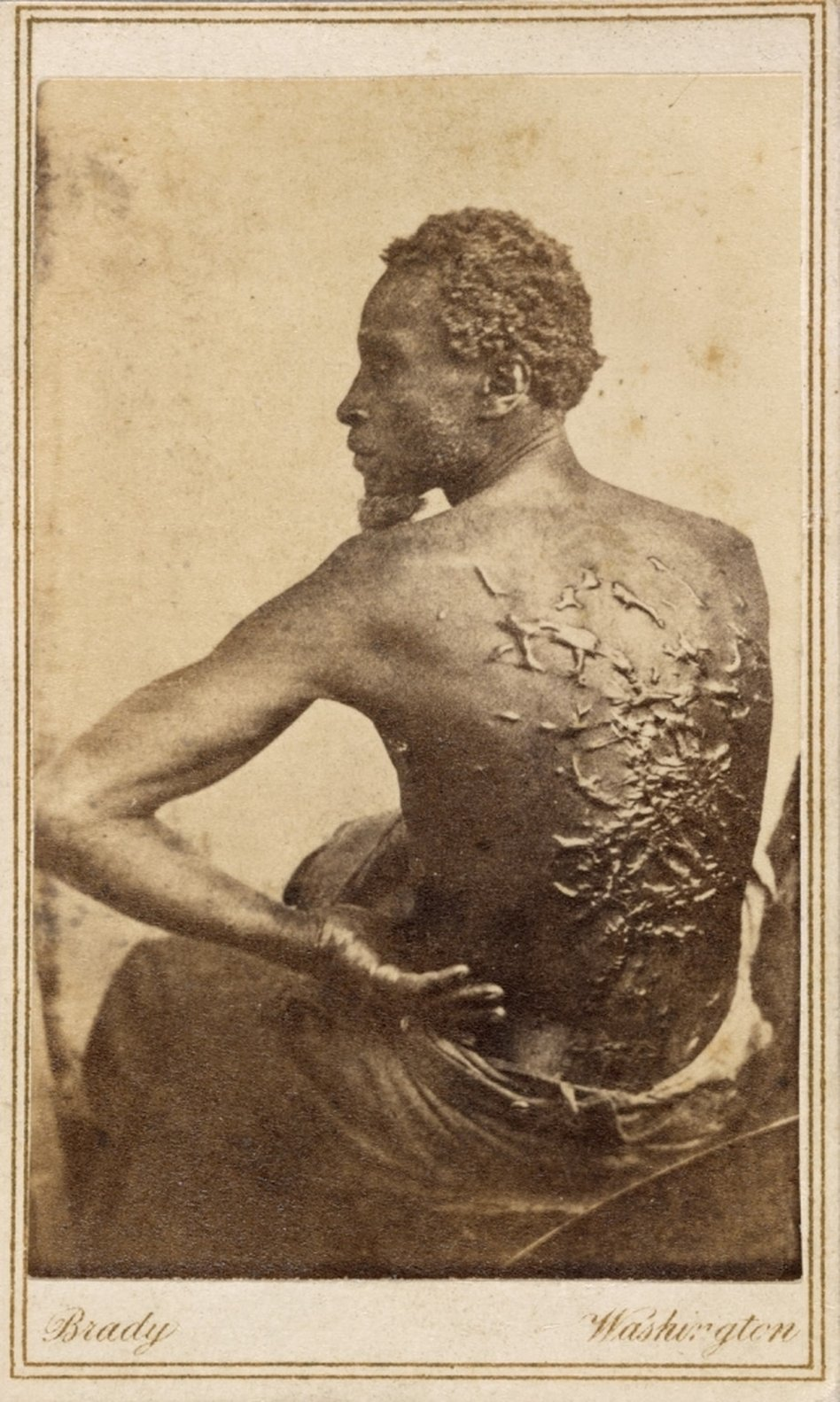
L'esclau fugitiu Gordon durant el seu examen mèdic al camp Union el 1863

El Ferrocarril Subterrani era una xarxa d'abolicionistes blancs i negres lliures que entre el 1816 i el final de la Guerra Civil dels Estats Units va ajudar els esclaus fugitius a aconseguir la llibertat. Hi va haver membres de la Societat Religiosa d'Amics (quàquers), baptistes, metodistes i altres sectes religioses que van col·laborar en el Ferrocarril Subterrani.
Les personalitats més destacades que van aconseguir la llibertat mitjançant el Ferrocarril Subterrani són:
- Henry "Box" Brown
- Elizabeth Margaret Chandler
- Levi Coffin
- Frederick Douglass
- Calvin Fairbank
- Thomas Garrett
- Laura Smith Haviland
- Josiah Henson
- Isaac Hopper
- Roger Hooker Leavitt
- Samuel J. May
- John Parker
- John Wesley Posey
- John Rankin
- Alexander Milton Ross
- David Ruggles
- Samuel Seawell
- William Still
- Sojourner Truth
- Harriet Tubman
- Charles Augustus Wheaton

## Acta dels Esclaus Fugitius de 1850
La Llei dels esclaus fugitius de 1850 forma part del Compromís de 1850, que fou una llei feta pel Congrés dels Estats Units que va declarar que tots els esclaus fugitius haurien de ser retornats als seus propietaris. Aquesta llei fou creada perquè el Sud dels Estats Units acceptés que Califòrnia esdevingués un estat lliure. Aquesta llei es va aprovar el 18 de setembre de 1850 i fou vigent fins al 28 de juny de 1864.

## Harriet Tubman
Harriet Tubman fou una de les esclaves fugitives més famosa de la història dels Estats Units. Va néixer esclava al comtat de Dorchester (Maryland) al voltant de 1822. El 1849 es va escapar del seu propietari. Enre el 1850 i el 1860 va tornar nombroses vegades al sud per ajudar altres esclaus fugitius a aconseguir la llibertat fent de guia. Va ajudar unes tres-centes persones a escapar de l'esclavitud. Durant aquesta època hi havia un premi de 40.000$ per a qui la capturés i la retornés al seu propietari. Durant la Guerra de Secessió va fer d'espia i d'infermera a Port Royal (Carolina del Sud).